# George Deacon (engenheiro civil)
George Frederick Deacon (Bridgwater, 26 de julho de 1843 — Westminster, 17 de junho de 1909) foi um engenheiro civil inglês.
Foi pupilo e amigo de William Thomson, sendo seu assistente na expedição de lançamento de cabo do SS Great Eastern. Foi engenheiro de bairro e engenheiro de águas de Liverpool, de 1871 a 1880, e engenheiro de águas da cidade de 1880 a 1890. Durante este último período projetou juntamente com Thomas Hawksley o esquema de suprimento de água para Liverpool a partir do lago Vyrnwy. Em 1890 estabeleceu escritório de consultoria em Westminster, projetando redes de distribuição de água para diversas cidades do Reino Unido. Este escritório foi fundido com outra firma tornando-se a Alexander Binnie & Sons, Deacon.
Entre suas invenções está o "medidor de águas residuais Deacon", usado para localizar vazamentos de água, e medidores elétricos de vazão de rios.